# Saipan-Klasse
Die Saipan-Klasse war eine Klasse von zwei leichten Flugzeugträgern der US-amerikanischen Flotte, die im Zweiten Weltkrieg entwickelt wurde, aber zu spät in Dienst gestellt wurde, um noch in diesem eingesetzt zu werden.

## Geschichte

### Bau
Die Träger der Saipan-Klasse waren eine Verbesserung der vorhergehenden leichten Träger der Independence-Klasse, die durch den Umbau von im Bau befindlichen Leichten Kreuzern der Cleveland-Klasse entstanden waren. Für die Saipan-Klasse wurde auf Basis der Rumpfkonstruktion der Schweren Kreuzer der Baltimore-Klasse eine verbreiterte Version von diesen entwickelt. Dies erübrigte den Anbau seitlicher Rumpfwülste wie auf den Schiffen der Independence-Klasse.
Beide Einheiten wurden 1944 bei New York Shipbuilding auf Kiel gelegt und 1946 beziehungsweise 1947, also nach Ende des Krieges, in Dienst gestellt.

### Dienstzeit
Bereits 1954 beziehungsweise 1956 wurden die Träger als zu klein für die modernen Jet-Flugzeuge eingestuft und daher als weitgehend wertlos in ihrer Rolle als Flugzeugträger angesehen. Die Saipan wurde daher zum Kommunikationsschiff USS Arlington (AGMR-2), die Wright wurde als Kommandoschiff USS Wright (CC-2) wieder in Dienst gestellt.
Als solche blieben beide Schiffe bis 1970 in Dienst und wurden dann deaktiviert und zerlegt.

### Einheiten
| Name                | Bauwerft                      | Kiellegung      | Stapellauf        | Indienststellung | Außerdienststellung |
| ------------------- | ----------------------------- | --------------- | ----------------- | ---------------- | ------------------- |
| USS Saipan (CVL-48) | New York Shipbuilding, Camden | 10. Juli 1944   | 8. Juli 1945      | 14. Juli 1946    | August 1975         |
| USS Wright (CVL-49) | New York Shipbuilding, Camden | 21. August 1944 | 1. September 1945 | 9. Februar 1947  | Dezember 1977       |

## Technik
Die Schiffe waren rund 203 Meter lang und 23 Meter breit, ihre Verdrängung betrug rund 19.000 ts. Damit waren sie rund 50 Meter kürzer und über 15.000 ts leichter als die ihnen vorhergehenden Flottenflugzeugträger der Essex-Klasse, die letztlich die beiden Saipans überlebten.

### Antrieb
Weil sie größer als die Kreuzer der Baltimore-Klasse und ihre Rümpfe breiter waren, erhielten sie eine kräftigere Antriebsanlage. Insgesamt acht Kessel lieferten den Dampf für die vier Turbinensätze. Diese trieben die vier Schrauben an und ermöglichten eine Geschwindigkeit von bis zu 33 Knoten.

### Bewaffnung
Ursprünglich besaßen die beiden Schiffe recht starke Flugabwehrgeschütze (42 40-mm-Flak und 36 20-mm-Flak), die aber noch in den 1940er Jahren entfernt wurden.